# Iziwa
Iziwa è una circoscrizione urbana (urban ward) della Tanzania situata nel distretto urbano di Mbeya, regione di Mbeya. Conta una popolazione di 3 176 abitanti (censimento 2012).